# Mediaprint
Mediaprint est le plus grand groupe de presse autrichien. Il est détenu conjointement par Westdeutsche Allgemeine Zeitung (WAZ), la banque Raiffeisen Bank et l'éditeur de journaux Christoph Dichand (de).

## Histoire
La fondation de Mediaprint a lieu durant la dispute entre Hans Dichand (de) et Kurt Falk (de) qui possèdent ensemble Kronen Zeitung. À l'issue d'un procès, Dichand doit financer la part de Falk avec des capitaux étrangers. Après des négociations avec les investisseurs et les banques autrichiennes, Dichand convient en 1988 avec le groupe allemand de médias WAZ Mediengruppe d'un montant de 1.6 milliard de shillings (190.4 millions d'euros aujourd'hui) pour avoir 45 % de Kronen Zeitung. Dichand rachète lui-même les 5 % restants à Falk. Entre-temps, WAZ possède 50 %.
Quelques mois, WAZ investit aussi dans Kurier, le second journal autrichien en termes de tirage, et son groupe de presse qui comprend Profil, Trend, Wochenpresse (de)... Pour 45 % des actions, WAZ paie 80 millions de shillings.
WAZ souhaite de plus en plus faire collaborer les deux journaux. Ainsi les représentants de WAZ, Kurier et Kronen Zeitung fondent la filiale Mediaprint. Depuis, ils utilisent ensemble deux imprimeries à Vienne et à Salzbourg et coopèrent dans le domaine des ventes. Depuis 1989, les deux journaux diffusent le même supplément télé Radio- und Fernsehwoche.
Un communiqué du Ministère fédéral de l'Enseignement fait part de sa crainte en raison de sa taille et de sa position dominante que le groupe de presse "dicte ses tarifs et d'amener à la ruine les concurrents locaux et les médias plus petits". Cependant la loi anti-trust actuelle ne peut lui être appliquée.
En 2001, le tribunal de commerce approuve l'achat par Kurier de 30 % du groupe News (de). News partage dorénavant la même stratégie économique. Les ministères de l'Économie (de) et de la Justice ne s'opposent à cette opération. La loi autrichienne sur les ententes définit une position dominante dans le secteur des médias à partir de 30 % du marché total de la publicité ; après étude, cela ne ferait que 17%. Selon MediaWatch (une filiale de l'Austria Presse Agentur), cette part atteindrait 60 %. Le tribunal conclut à un chiffre de 29,42 % du marché de la publicité dans les magazines et approuve la fusion avec conditions. Cependant la décision du tribunal de commerce fait elle aussi l'objet de controverses. Cette polémique aboutit à une nouvelle loi visant à éviter le trust dans les médias.

## Publications

### Quotidiens
- Kronen Zeitung
- Kurier

### Hebdomadaires
- TV Woche (de)
- News (de)
- Profil
- Format (de)
- TV-Media
- E-media
- Fundgrube

### Mensuels
- Trend
- autorevue
- Golfrevue
- Yachtrevue (de)
- Woman (de)
- Gusto
- Xpress (de)
- Die Bühne
- News Leben

## Source de la traduction
- (de) Cet article est partiellement ou en totalité issu de l’article de Wikipédia en allemand intitulé « Mediaprint » (voir la liste des auteurs).